# Hancea capuronii
Hancea capuronii là một loài thực vật có hoa trong họ Đại kích. Loài này được (Leandri) S.E.C.Sierra, Kulju & Welzen mô tả khoa học đầu tiên năm 2007.